# Plage (mycology)
A plage is a clear, unornamented area on the basal area of an otherwise ornamented spore. Characteristic of spores from the euagaric genus Galerina.

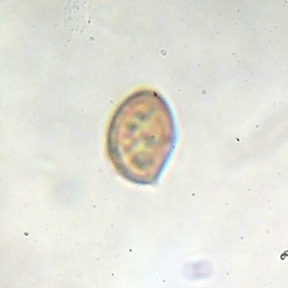
Spore with plage, the plage is the flat area at the bottom right side.

### Images
- - line drawing
- Lưu trữ ngày 4 tháng 3 năm 2008 tại Wayback Machine - photo